# Lupo (F 564)
La fregata Lupo è stata la prima unità dell'omonima classe di fregate missilistiche, tra i prodotti di maggior successo della cantieristica militare italiana dal dopoguerra.

## Servizio
Costruita a Riva Trigoso e varata il 29 luglio 1976, inizialmente l'unità era stata classificata e varata come cacciatorpediniere ed aveva avuto assegnata la matricola D 564, ma durante la fase di allestimento venne riclassificata fregata ed ebbe il distintivo ottico F 564. 

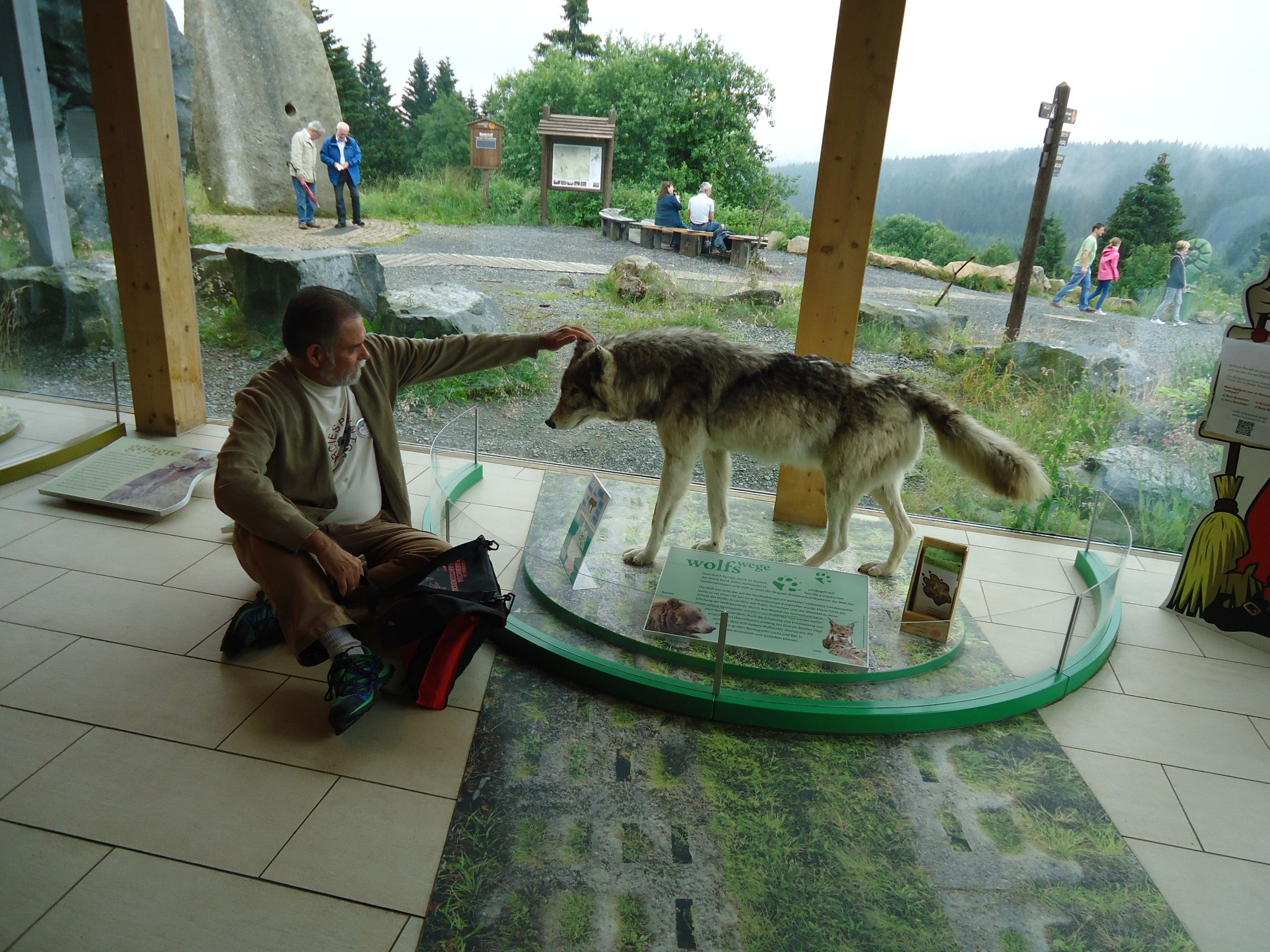
Nave Lupo in navigazione in linea di fila agli inizi degli anni ottanta

Dopo la sua entrata in servizio la nave dal luglio 1979 al febbraio 1980 insieme all'Ardito ha effettuato una crociera di rappresentanza circumnavigando il globo.
La nave ricevette la Bandiera di combattimento il 14 febbraio 1981, consegnata a Livorno da parte del Gruppo ANMI di San Vincenzo.
La nave inquadrata nella 5ª Squadriglia fregate della IIª Divisione navale di base a Taranto nel corso della sua vita operativa nella Marina Militare Italiana ha partecipato ad una intensa attività operativa prendendo parte a numerose esercitazioni nazionali e internazionali.
Nel settembre 1982 la nave prese parte all'Operazione Libano 2 nell'ambito della Missione Italcon.
Nel 1986 la nave prese parte all'Operazione Girasole scattata in seguito all'Attacco missilistico libico contro Lampedusa, insieme all'incrociatore Doria, ai cacciatorpediniere Audace e Intrepido, alla fregata Libeccio e al rifornitrice di squadra Stromboli. Nel giugno 1987 Nave Lupo, in applicazione di un accordo interministeriale tra Difesa ed Interni, è stata inserita (in turno con Nave Perseo) nel dispositivo di sicurezza predisposto per il Summit G7 a Venezia. In particolare Nave Lupo, ormeggiata di fronte a Piazza San Marco, ha accolto il rischieramento di un elicottero Bell 212 della Polizia di Stato  e del cui equipaggio faceva parte una squadra del N.O.C.S. (antiterrorismo) pronta ad intervenire in caso di turbative contro il Summit. 
Dal 12 dicembre 1987 al 17 marzo 1988 ha preso parte all'Operazione Golfo 1 una missione internazionale svolta dalla Marina Militare Italiana tra la fine del 1987 e la fine del 1988 insieme ad altre Marine occidentali a protezione traffico marittimo mercantile, quando nel 1987 dopo anni di guerra in cui il conflitto Iran-Iraq era in situazione di stallo, Iran ed Iraq nell'impossibilità di risolvere la guerra sulla fronte terrestre estesero le ostilità al traffico marittimo commerciale e particolarmente petrolifero vitale per l'economia di entrambi coinvolgendo anche navi appartenenti a nazioni neutrali.
La nave fece ritorno nel Golfo Persico dal 28 gennaio al 15 marzo 1991 nell'operazione Golfo 2 in occasione della Guerra del Golfo.
Nel corso delle guerre jugoslave ha poi preso parte nella prima metà degli anni novanta nelle acque internazionali dell'Adriatico al largo delle coste della ex Jugoslavia. all'Operazione Sharp Fence a guida UEO e successivamente all'Operazione Sharp Guard e all'Operazione Decisive Enhancement.
Nell'ultima parte degli anni novanta poi la nave prese parte all'Operazione Alba in Albania scattata in seguito alla situazione sociale e politica dell'Albania con un periodo di anarchia, criminalità e caos che accompagnarono l'Albania a partire dal marzo 1997.
Agli inizi del nuovo secolo la nave venne ritirata dal servizio per essere poi ceduta al Perù.

## Storia
Precedentemente il nome Lupo, dall'omonima costellazione del Lupo era stato dato ad una torpediniera della Regia Marina Classe Spica, che il 21 maggio 1941 nel corso della seconda guerra mondiale, al comando del Capitano di Fregata Francesco Mimbelli fu tra le unità che parteciparono alla battaglia di Creta. 

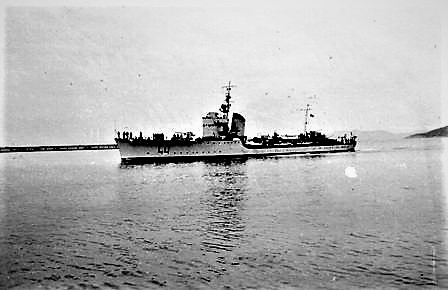
La torpediniera Lupo nel maggio 1941

La nave chiamata a scortare fino a Creta un convoglio di caicchi, piccole imbarcazione tipo pescherecci sulle quali erano imbarcate truppe tedesche, intercettata da unità britanniche iniziò a distendere una cortina fumogena a protezione delle piccole unità scortate e gettandosi nella mischia riuscì a colpire una delle unità britanniche. La torpediniera italiana venne ripetutamente colpita da proiettili e da colpi di mitragliera che tuttavia non provocarono gravi danni ma uccisero due marinai, ferendone altre ventisei.
Nella mischia, le unità nemiche nella confusione creata dalla scarsa visibilità, si scambiarono cannonate fra di loro e il Lupo riuscì a sfuggire abilmente all'impari lotta, rientrando a Taranto crivellata di colpi.
Sia il comandante che la bandiera di guerra dell'unità furono decorati per questa azione di guerra con la Medaglia d'Oro al Valor Militare.
Il Lupo venne poi affondato davanti alle coste tunisine il 2 dicembre 1942, da un gruppo di cacciatorpediniere e incrociatori inglesi, mentre i componenti del suo equipaggio si prodigavano al salvataggio dei naufraghi di un piroscafo affondato.
Il suo relitto è stato ritrovato nell'agosto 2011.
| Il varo di Nave Lupo il 29 luglio 1976 | Nave Lupo in navigazione nell'agosto 1982 |

## BAP Palacios (FM-56)
Messa in disarmo nel 2003 l'unità nel venne acquistata dal Perù, pagata 15 milioni di dollari, nell'ambito di un programma di potenziamento della propria marina denominato Proyecto Castilla insieme alla gemella Orsa per affiancare le unità che la marina peruviana aveva acquisito tra gli anni settanta e gli anni ottanta. La Lupo, passata alla marina peruviana il 3 novembre 2004 quando il pabellón peruviano è stato innalzato per la prima volta a bordo dell'unità è stata ribattezzata Palacios e dopo essere stata sottoposta a lavori di riammodernamento presso gli stabilimenti della Fincantieri, di Muggiano sotto la supervisione del personale peruviano è giunta nel luglio del 2005 nel porto di Paita, nella regione di Piura nel nord del Perù accolta, oltre ai vertici delle marina militare, anche dal presidente Alejandro Toledo. Successivamente la nave ha raggiunto la sua base operativa di El Callao nel Pacifico per essere utilizzata in particolare nella lotta al narcotraffico e al contrabbando di armi. L'unità nella sua nuova marina di appartenenza fa parte della Classe Aguirre, sottoclasse della Classe Carvajal.
| La fregata sorvolata dall'elicottero di bordo durante l'esercitazione UNITAS 48-07 | L'ex Lupo della Marina Militare nell'esercitazione UNITAS 48-07 |

### Nome

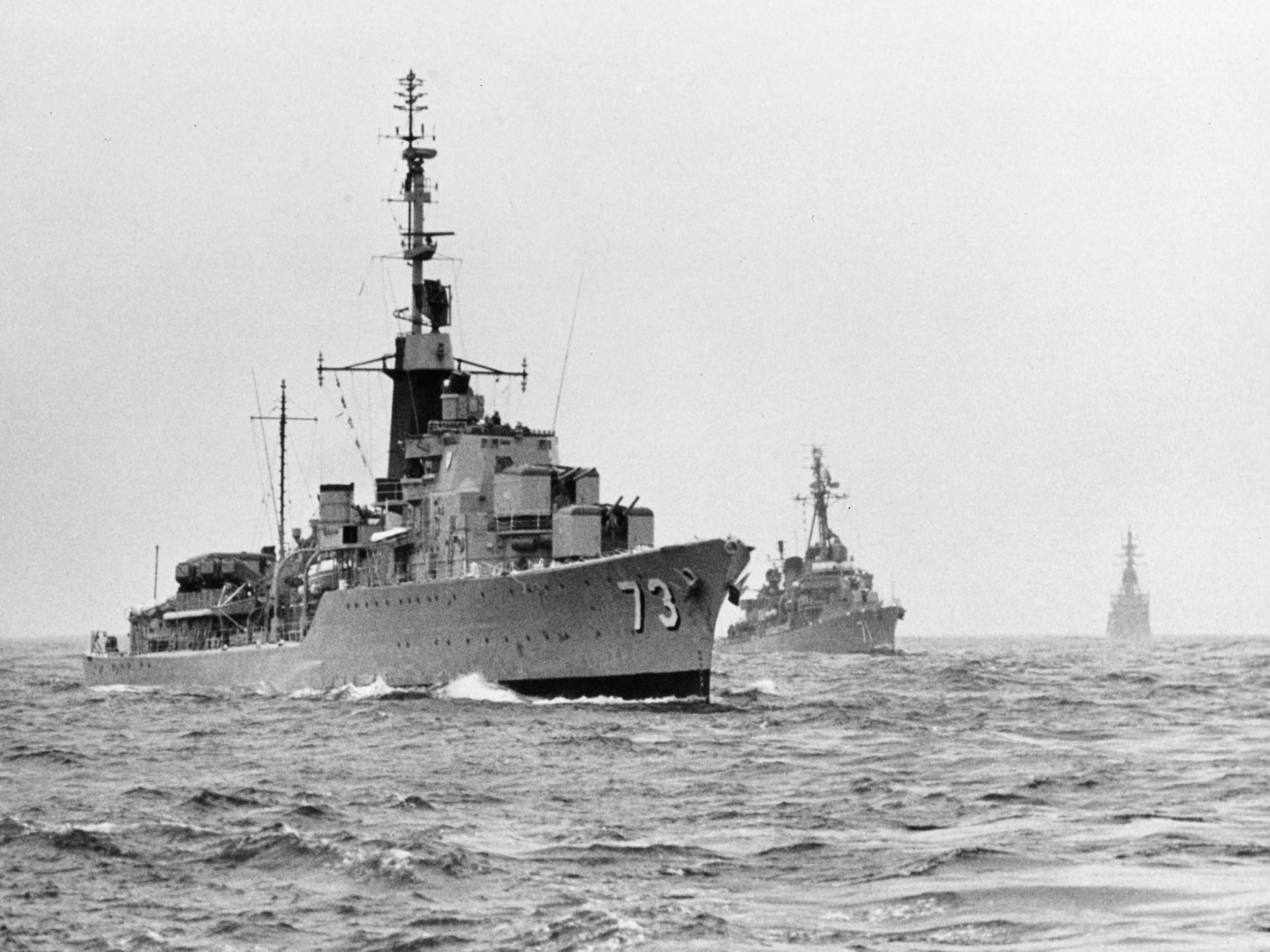
Il precedente BAP Palacios nel 1973 durante l'esercitazione UNITAS

Il nome Palacios è stato attribuito in onore di Enrique Sixto Palacios Mendiburu un eroe della Guerra del Pacifico, combattuta dal Perù contro il Cile alla fine dell'Ottocento.
Enrique Sixto Palacios Mendiburu era un giovane ufficiale che l'8 ottobre 1879 durante la battaglia di Punta Angamos si trovava a bordo della nave da guerra Huáscar. Nonostante fosse rimasto ferito, quando un colpo di cannone nemico abbatté il pabellón, lo recuperò sotto una pioggia di pallottole nemiche facendolo tornare a sventolare sulla nave al grido ¡Nadie se rinde en este buque!, cioè Nessuno si arrende su questa nave, continuando a combattere nonostante le ferite, la cui gravità né causò però la morte il successivo 22 ottobre a soli ventinove anni.
I suoi resti giunsero a El Callao il 28 ottobre e riposano a Lima nel cimitero di guerra Presbítero Matías Maestro.
Altre due navi peruviane in passato erano state intitolate a Enrique Sixto Palacios Mendiburu.
La prima unità era stata la nave canadese, la HMCS St. Pierre, una fregata della Classe River, un tipo di unità da scorta costruito durante la guerra seconda guerra mondiale tra il 1941 e il 1944 per varie marine alleate, in particolare inglese e canadese. La nave nel dopoguerra venne ceduta nel 1947 al Perù dove, ribattezzata Teniente Palacios prestò servizio fino al 1966.
Successivamente con questo nome era stato ribattezzato il cacciatorpediniere HMS Diana della Classe Daring, che costruito nei primi anni del dopoguerra era entrato servizio nella Royal Navy nel 1954, Nel 1956 durante la crisi di Suez aveva affondato nel Mar Rosso con un siluro la fregata egiziana Domiat che aveva ingaggiato un combattimento con l'incrociatore HMS Newfoundland. andata in disarmo nel 1969 venne acquistato dal Perù insieme alla gemella HMS Decoy. Le due unità vennero trasformate in cacciatorpediniere lanciamissili e ribattezzate rispettivamente Palacios e Ferrè, entrarono in servizio nella marina peruviana nel 1973. La prima delle due unità, la Palacios prestò servizio fino al 1993, mentre la seconda la Ferrè, dopo aver servito per oltre mezzo secolo (l'entrata in servizio nella Royal Navy risale al 28 aprile 1953) in due marine, il 13 luglio 2007 è andata definitivamente in disarmo.